# Auriculoterapia
La auriculoterapia (también llamada terapia auricular o acupuntura del oído ) es una forma de pseudociencia medicina alternativa basada en la idea de que el oído es un microsistema que refleja todo el cuerpo, representado en la aurícula, la parte externa del oído. En él se asume que las condiciones que afectan la salud física, mental o emocional del paciente son tratables mediante estimulación de la superficie de la oreja. Mapeos similares son utilizados por varias modalidades de medicina alternativa, como por ejemplo la reflexología y la iridología. Estos mapeos no se basan ni están respaldados por ninguna evidencia médica o científica y, por lo tanto, se consideran pseudociencia.

## Historia
Aunque la auriculoterapia se encuentra basada en las prácticas de la acupuntura, los conceptos de una correspondencia directa entre regiones corporales y áreas específicas del pabellón auricular se desarrollaron en las en la segunda mitad del SXX en Francia por el Dr. Paul Nogier. Para ser más tarde introducidos a China e integrados a la MTC, la cual se encontraba en un proceso de "renacimiento" fomentado por el estado chino en ese momento.
Los proponentes de esta práctica nombran ejemplos de prácticas equivalentes pero no relacionadas con la misma para crear paralelismos que la dotarían de validez. Dichos ejemplos incluyen: En Grecia, Hipócrates describió que incisiones en las venas del oído podían provocar tratar la impotencia y problemas de fertilidad. Galeno, más tarde, también describe el empleo de pendientes y otros modos de estimulación auricular para el tratamiento de diversos problemas, principalmente trastornos sexuales y menstruales. Y destacaba el valor curativo del sangrado en ciertos puntos del pabellón auricular. En Persia, se utilizaban las cauterizaciones en la oreja para el tratamiento de la ciática. Y las mujeres egipcias que no deseaban tener más hijos se perforaban el pabellón de la oreja.

### Antigüedad alSigloXVI
El registro más antiguo de los inicios de la práctica de la auriculoterapia posiblemente se remonta al 2500 a. C. al libro clásico de medicina interna del Emperador Amarillo Huangdi Neijing. Aunque este se limitaba a la sangría y la cauterización, el capítulo 20 menciona la flebotomía de una vena distendida en el oído para aliviar la tensión en el margen costal. Y el capítulo 63 se refiere a soplar aire en el oído con un tubo para salvar la vida de un paciente inconsciente.
Los primeros documentos escritos que relacionan la oreja y los nadi (meridianos), así como la realización de un diagnóstico observando el pabellón auricular, están datados en el año 400 a. C. en China, aunque es durante la dinastía Tang cuando se difundió en la medicina china la estimulación de la oreja como terapia para tratar algunos trastornos de la salud.

### SigloXXa la actualidad

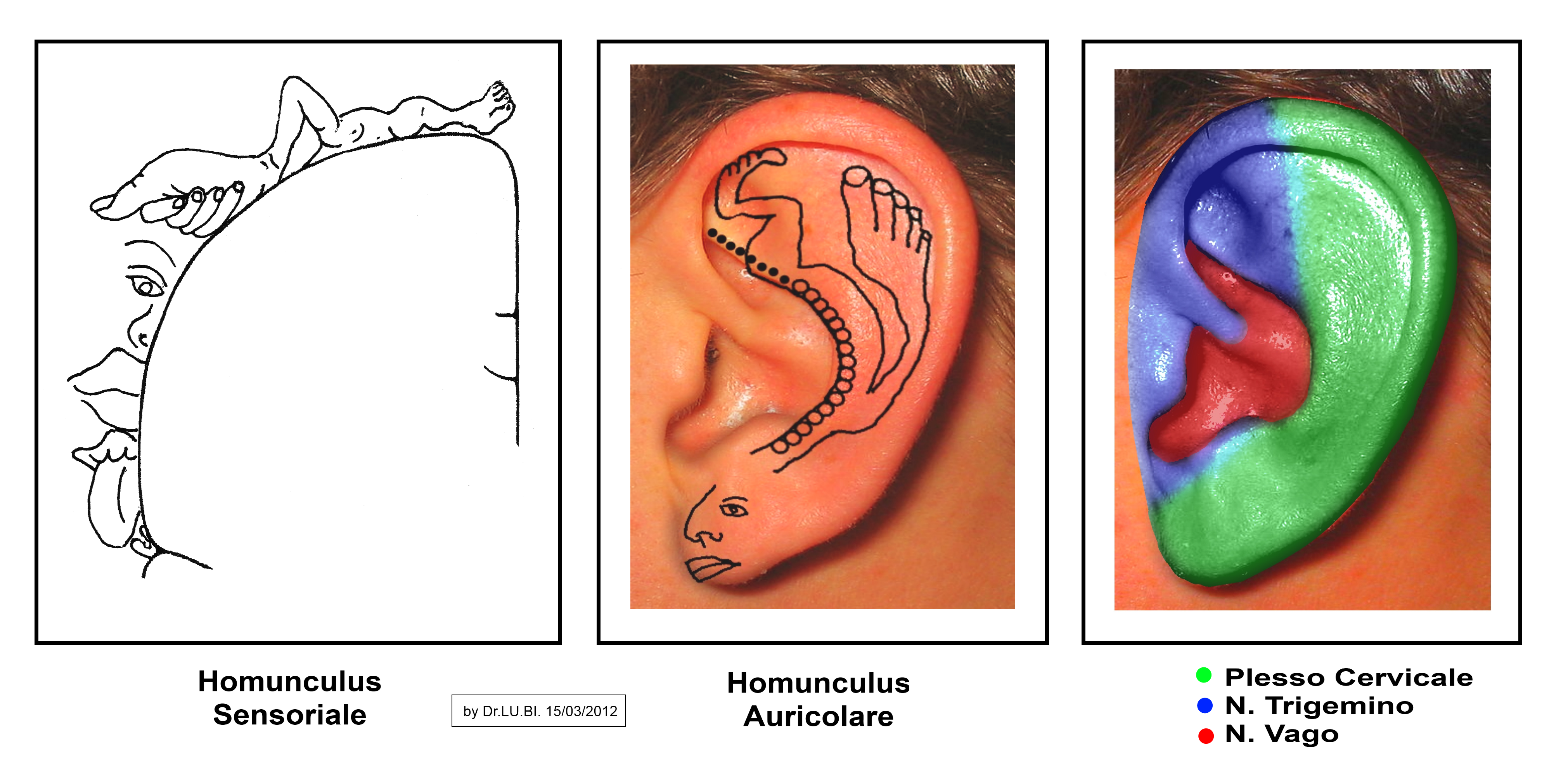
Mapas auriculares

Existen antecedentes en Europa como el médico portugués Abraham Zacutus Lusitanus (1575-1642), que describió la utilización de las cauterizaciones en los pabellones auriculares para el tratamiento de la neuralgia ciática. Y el médico italiano Antonio María Valsalva (1666-1723), quien afirmaba en su obra "De aura humana tractatus" (1704) que cierta región de la oreja debía cauterizarse para reducir los dolores dentarios.
Sin embargo, es en Francia, que el Dr. Paul Nogier de Lyon (1908-1996), relata haber observado en la década de los años 50 que una curandera de la región trataba a sus pacientes de ciática, cauterizando la zona del antihélix. En 1957, después de realizar sus investigaciones, Nogier propuso un enfoque estandarizado para la auriculoterapia: Nogier desarrolló un método frenológico de proyección de un homúnculo fetal en el oído y publicó lo que llamó la "Señal Autonómica Vascular" que medía un cambio en la amplitud del pulso. Según él, ese mecanismo solo produciría una señal al introducir nueva información en el campo electromagnético del paciente. Nogier citó un "principio de resonancia coincidente" que podría usar la señal autonómica vascular para detectar los puntos activos del microsistema auricular. Más tarde la acupuntura auricular de Nogier fue introducida y adoptada en China integrándose a la MTC.
Posteriormente, el Dr. Jacques Niboyet estudió la resistencia al paso de la corriente eléctrica de los puntos acupunturales, afirmando que los puntos auriculares presentaban una resistencia diferente a la de su entorno lo que, para él, permitía el diseño de aparatos que permitían localizar los puntos activos de forma precisa. Sin embargo la evidencia que parece respaldar este fenómeno es insuficiente y se encuentra limitada a estudios de baja calidad con tamaños de muestra pequeños y múltiples factores de confusión.
En 2001 Richard Niemtzow desarrolló un procedimiento que denominó Acupuntura de campo de batalla (Battlefield Acupuncture) en un intento de investigar un alivio más eficiente para los dolores crónicos y de "miembro fantasma" de los veteranos. La acupuntura de campo de batalla consiste en colocar agujas semipermanentes de aiguille de oro en hasta cinco sitios en los oídos. En 2018, a pesar de la falta de evidencia, el Departamento de Defensa de los Estados Unidos, el Centro de Veteranos para el Manejo Integral del Dolor y la oficina del Programa Nacional de Manejo del Dolor de la Administración de Salud de los Veteranos completaron un programa de 3 años y $5.4 millones de programas de educación y capacitación en acupuntura, que capacitó a más de 2800 proveedores en este procedimiento.

## Base conceptual
La base de la terapia se basa en el equilibrio de una supuesta energía vital. Cuando se presenta la enfermedad existe un desequilibrio de esa energía, así pues como existen venas y arterias por donde circula la sangre para ser transportada a todo el organismo, la acupuntura propone que existen también 12 canales por donde fluye la energía llamados "meridanos". Estos canales al ser estimulados logran restablecer el equilibrio energético del cuerpo.
Según la medicina china, la oreja está estrechamente relacionada con los meridianos (nadi): los que llegan a ella tendrían una íntima relación con los órganos internos, y por ello también una conexión muy directa con los órganos internos a nivel de fisiología y fisiopatología. La medicina tradicional china ha catalogado más de 200 puntos energéticamente activos en la oreja con los cuales afirma se pueden tratar numerosas enfermedades.
En la oreja estaría reflejado un punto para cada zona del cuerpo, que sería perceptible en el caso de presentarse una enfermedad; sólo cuando una región del cuerpo humano pierde el equilibrio energético, podrían detectarse en la oreja los puntos alterados. Este hecho es utilizado como método de diagnóstico para los practicantes de esta terapia. Por otro lado, una vez detectados los puntos, se puede proceder a su estímulo para volver a equilibrar el organismo.
El francés Dr. Paul Nogier entre 1954 y 1956 creó una cartografía detallada del pabellón auricular. Esta se basa en la idea de que el pabellón auricular es una representación completa del resto del cuerpo. De esta forma, en la oreja se reflejaría una imagen parecida a la de un feto in utero. El feto está orientado cabeza abajo, a nivel de su lóbulo. Esta forma funciona en la teoría de la Medicina china como el “espejo” de todo el cuerpo.
Este método de tratamiento se conceptualiza como un microsistema de acupuntura por medio del cual se diagnostican y tratan diversas enfermedades. Consiste en la creencia de que la estimulación de determinadas terminaciones nerviosas que se encuentran en el oído, tienen un efecto en una parte del organismo relacionada morfológicamente con dicha zona.
Ello implicaría que la oreja no es solo un aparato de oído, sino también un instrumento para el diagnóstico y tratamiento de patologías. Los puntos acupunturales que se encuentran en la aurícula serían entonces usados como puntos estimulantes en los tratamientos. Los puntos denominados de reacción positiva se toman como referencia en el diagnóstico.

### Puntos Nogier
Según Nogier, las estructuras más relevantes incluyen:
- Helix, el borde exterior prominente de la aurícula.
- Antihelix, la cresta elevada anterior y paralela a la helix.
- Fosa triangular, una depresión triangular.
- Scapha, la estrecha depresión curva entre el hélix y el antihélix.
- Tragus, el colgajo pequeño y curvo frente a la aurícula.
- Antitragus, el pequeño tubérculo opuesto al tragus.
- Concha, el hueco junto al conducto auditivo.

Nogier afirmaba que varios puntos ubicados en el lóbulo de la oreja están relacionados con la cabeza y la región facial, los de la escafa están relacionados con los miembros superiores, los de los pilares del antihélix y el antihélix con el tronco y los miembros inferiores y los de la concha son relacionado con los órganos internos.

### Tratamientos
De acuerdo con sus proponentes, la auriculoterapia puede utilizarse para el tratamiento tanto de enfermedades tanto agudas como crónicas al permitir utilizar estímulos semipermanentes. El tratamiento tendría nulo o escaso resultado después de realizar un gran esfuerzo físico o mental; por este motivo, no se recomienda realizarlo a personas que tomen altas dosis de psicofármacos, tengan enfermedades hereditarias o trastornos degenerativos como esquizofrenia, depresión endógena, anemias, principios de apendicitis, enfermedades contagiosas y de transmisión sexual y, por último, enfermedades que afecten a la médula espinal.
Está también contraindicada en todos los casos en que esté afectada la oreja por quemaduras, cortes, úlceras o eczemas y no se deben estimular los puntos considerados hormonalmente activos durante los embarazos.
A pesar de la falta de evidencia los defensores de esta terapia alternativa, afirman que los resultados más satisfactorios se han obtenido en los tratamientos de las siguientes condiciones:
- Trastornos funcionales (endocrinos y orgánicos: hipo e hiperacidez, estreñimiento.
- Dolores de cualquier causa, tipo y localización: neuralgias, dolores de parto, dolor posoperatorio, gastralgia, postraumático.
- Trastornos psíquicos y depresiones como la ansiedad.
- Alergias: asma, fiebre del heno.
- Hábitos tóxicos, enuresis nocturna, insomnio.

## Falta de efectividad y críticas
La investigación científica no ha encontrado ninguna prueba histológica o fisiológica para los conceptos tradicionales chinos como el qi, los meridianos o los puntos de acupuntura.
Varias revisiones sistemáticas de estudios concluyen que no existe diferencia entre la acupuntura aplicada en puntos acupunturales y la aplicada en puntos acupunturales falsos. Esto, unido a la falta de una base científica pone en duda la existencia de los meridianos y los puntos acupunturales.
Un estudio cruzado controlado de 36 pacientes no logró encontrar ninguna diferencia en dos experimentos comparativos. El estudio concluyó que la auriculoterapia no es un procedimiento terapéutico efectivo para el dolor crónico. El primer experimento comparó los efectos de la estimulación de los puntos de auriculoterapia frente a los puntos de control. Un segundo experimento comparó la estimulación de estos puntos con un control de placebo sin estimulación. Utilizando el Cuestionario de dolor de McGill, el dolor no presentó disminución al utilizar los puntos Nogier en comparación con los controles. El estudio concluyó que los informes de los pacientes sobre el alivio del dolor después de la auriculoterapia se debían al efecto de placebo.
Además, durante la estimulación eléctrica, los pacientes a veces informaron de un nuevo dolor en una parte del cuerpo no relacionada. Estas sensaciones referidas refuerzan la conclusión de que el alivio del dolor es producido por el efecto placebo y pueden ser parte de la razón por la que persiste la creencia en la auriculoterapia.
Una revisión sistemática de 2008 sobre estudios sobre el uso de acupuntura auricular para el tratamiento de insomnio  concluyó que debido a la escasez y mala calidad de los datos derivados de los estudios, la evidencia de efectividad era demasiado limitada como para dar una conclusión favorable y que se requerían más estudios para confirmar los resultados.